# White Bull
Joseph White Bull (Pte-san-hunka en lakota), né en avril 1849, mort le 21 juin 1947, était un chef miniconjou et le neveu de Sitting Bull. Il participa à la bataille de Little Bighorn le 26 juin 1876. Pendant des années il a été dit que White Bull s'était vanté d'avoir tué le lieutenant George Armstrong Custer lors de la bataille. Cependant, d'autres personnes qui ont connu White Bull affirment qu'il n'a jamais affirmé cela mais reconnut avoir combattu Custer.

## Biographie
Né dans les Black Hills (Dakota du Sud) en avril 1849, White Bull descend d'une importante famille sioux. Il est le fils de Makes Room, un chef miniconjou et frère de One Bull. Après la bataille de Little Bighorn, White Bull rejoint son oncle, le chef hunkpapa Sitting Bull, dans sa fuite au Canada.
White Bull s'est rendu aux troupes gouvernementales en 1876. Il devient finalement chef, remplaçant son père après sa mort, puis juge de la Cour des Délits indiens et était un partisan de la réclamation des terres lakotas dans les Black Hills. White Bull meurt dans le Dakota du Sud en 1947.
D'après la biographie que Stanley Vestal a faite de lui, il entretenait une proche relation avec son oncle, Sitting Bull. Son petit-fils est le chef Dave Bald Eagle qui servit ironiquement dans le 4e régiment de cavalerie des États-Unis et, plus tard, dans la 82e division aéroportée américaine.

## Source
- (en) Cet article est partiellement ou en totalité issu de l’article de Wikipédia en anglais intitulé « White Bull » (voir la liste des auteurs).